# Wildreservat

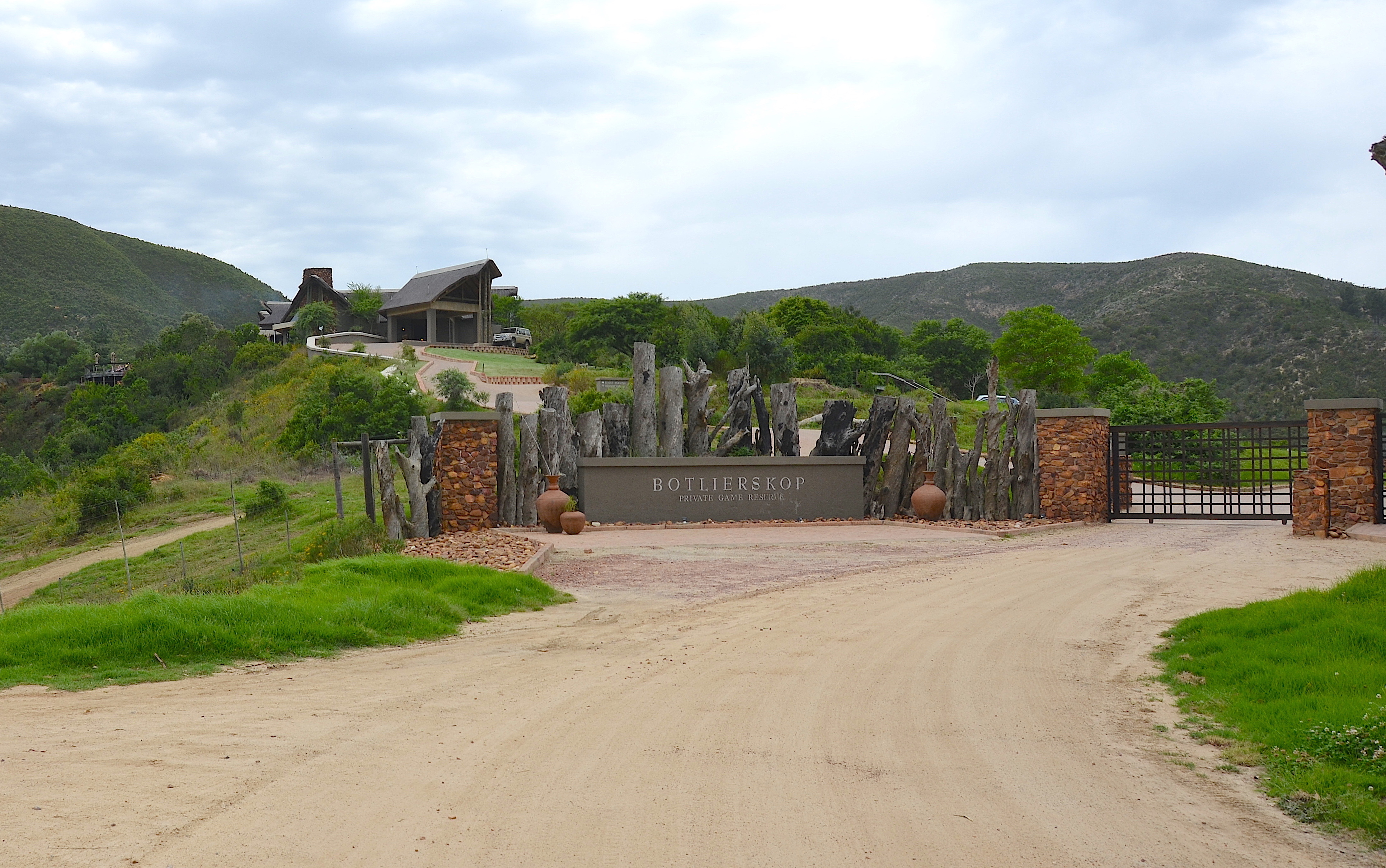
Botlierskop Privates Wildreservat in Südafrika (2015)

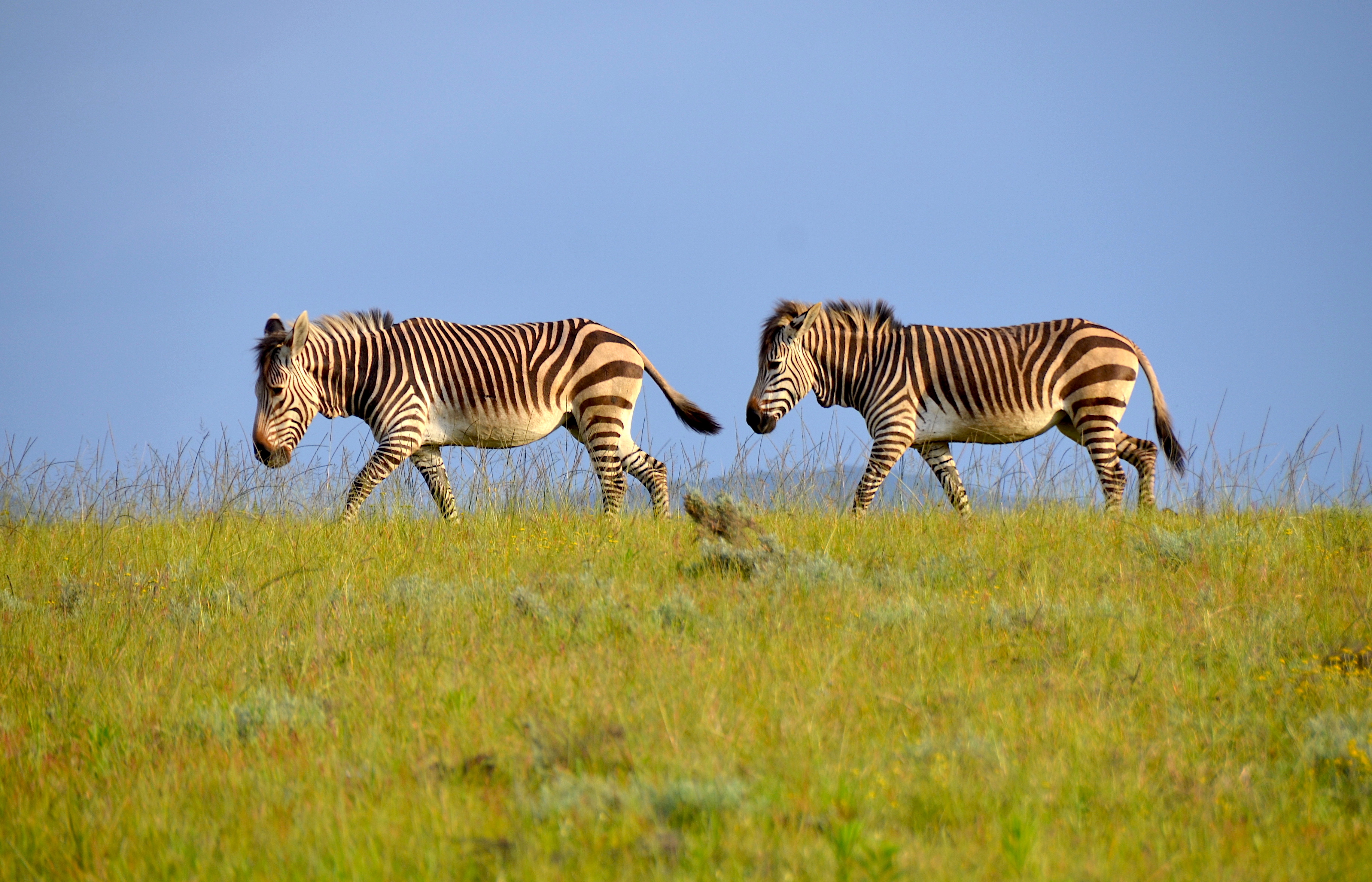
Bergzebra im Wildreservat Botlierskop in Südafrika

Ein Wildreservat (engl. Wildlife refuge, span. Refugio de fauna) ist ein staatliches oder privates Schutzgebiet, in dem Wildarten geschützt werden sollen. Mit diesem Begriff werden vor allem die privaten Wildreservate (englisch: game reserves) in Afrika bezeichnet. Es gibt jedoch ebenfalls staatliche Wildreservate in Nord- und Südamerika oder einigen asiatischen Ländern. Die, ebenfalls jagdlich motivierten, Wildschutzgebiete in Mitteleuropa sind mit dem Begriff in der Regel nicht gemeint. Obwohl Wildreservate eingefriedet sein können, und in Südafrika aus rechtlichen Gründen meist eingezäunt sind, unterscheidet sie von Wildgehegen, und noch stärker von Wildparks, ihr primärer Wildnischarakter.
Wildreservat ist keine von der internationalen Naturschutzorganisation IUCN anerkannte Schutzgebietskategorie, so dass die Zuordnung unterschiedlich sein kann.

## Wildreservate in Südafrika
In Südafrika, das die höchste Dichte an Wildreservaten aufweist, werden mit dem Ausdruck die privat geführten und gemanagten Gebiete, im Gegensatz zu den staatlichen Nationalparks, bezeichnet. Es werden drei Kategorien unterschieden:
- Private Game Reserves (PGR) generell sind Betriebe, die vor allem Beobachtungsmöglichkeiten und Fotosafaris für, meist ausländische, Touristen anbieten und organisieren.
- Game Ranches sind Betriebe, die ihr Einkommen in erster Linie aus der Trophäenjagd ausländischer Jagdtoristen erzielen. Die Wildtierbestände sind exklusiv für diese reserviert und werden gegenüber anderen Nutzern geschützt, auch ihr Lebensraum wird erhalten. Eine Zucht oder ein Bestandsmanagement findet nur untergeordnet statt.
- Game Farms sind Betriebe, die jagdbare Wildtiere züchten, entweder zu jagdlichen Zwecken oder, um sie anschließend in größeren Schutzgebieten auszuwildern. Ein weiterer Erwerbszweig ist die Produktion von Fleisch von Wildarten.

Wildreservate gehören damit zum in Südafrika wirtschaftlich sehr bedeutenden Sektor des Natur- und Jagdtourismus, für den im Jahr 2012 insgesamt ein Umsatz in Höhe von einer Milliarde US-Dollar abgeschätzt worden ist. Der Umsatz der Wildreservate mit lokalen Jägern betrug 300 Millionen, mit ausländischen Trophäenjägern 120 Millionen Dollar. In Südafrika existierten im Jahr 2012 11600 solche Wildreservate (alle drei Kategorien zusammengefasst), die mit 22 Millionen Hektar Fläche etwa 18 Prozent der Landesfläche einnahmen. Die Zahl der Beschäftigten betrug mehr als 100000. Da sich nur etwa 14 Prozent des Landes überhaupt für landwirtschaftliche Produktion eignen, ist ihre wirtschaftliche Bedeutung hoch. Die Betriebe sind seit 2005 im Verband Wildlife Ranching South Africa organisiert. Heute werden durch spezialisierte Subunternehmer Wildtiere zwischen verschiedenen Reservaten transportiert, die Bestände von Tierärzten betreut und ihre Entwicklung genetisch überprüft.
Die Bedeutung der privaten Wildreservate für die Erhaltung der Wildtierbestände gilt als hoch, da sie die recht begrenzte Fläche der staatlichen Schutzgebiete enorm vergrößern und weitaus höhere Populationsdichten ermöglichen. Ihre Einrichtung in den 1960er Jahren, oft auf den unrentablen Betrieben ehemaliger Rinderzüchter, gilt als ein wichtiger Grund dafür, dass sich die nationalen Wildtierbestände von ihrem damaligen Minimum wieder erholen konnten. So waren an der vor allem dem Naturschützer Ian Player zu verdankenden Rettung der südlichen Unterart des Breitmaulnashorns Wildreservate entscheidend beteiligt. Es gibt allein mehr als 100 Löwenreservate (organisiert in der South African Predators Association), die zusammen etwa 5000 Löwen beherbergen. Ihre Jagd durch Trophäenjäger in den Wildreservaten ist ein wichtiger Beitrag zur Entlastung der Wildbestände der anderen afrikanischen Länder, in denen die Bestände massiv zurückgehen; Südafrika exportiert pro Jahr etwa 1500 Löwentrophäen, mehr als das Doppelte des übrigen Afrika zusammengenommen. Da die Wildtiere für die Reservatseigner einen wirtschaftlichen Wert besitzen, setzen sie sich effektiv für ihren Erhalt ein, oft effektiver als die staatlichen Behörden.
In anderen Ländern des südlichen Afrika existieren weniger Wildreservate. Die Einrichtung privater Reservate wurde hier dadurch aufgehalten, dass das Eigentum an den Wildtieren, und damit auch das Jagdrecht, beim Staat verblieb, so dass es weniger wirtschaftliche Anreize gab. Durch den wirtschaftlichen Erfolg der südafrikanischen privaten Wildreservate haben einige Länder angefangen, das Modell zu übernehmen. 2013 existierten in Sambia 150 private Wildreservate (gegenüber 52 in 2008), in Botswana 60.